# Filmes de 1941 da Paramount Pictures
Em 1941, a Paramount Pictures lançou um total de 50 filmes.

## Destaques
As produções mais significativas foram:
- Aloma of the South Seas, aventura em terras exóticas, com o cada vez mais onipresente Technicolor sendo o ponto alto desta luxuosa produção
- Birth of the Blues, comédia de sucesso estrelada por Bing Crosby, com a proposta de documentar o início da história do jazz
- Caught in the Draft, comédia cheia de momentos engraçados, mais um triunfo de Bob Hope, aqui acompanhado por Dorothy Lamour
- Hold Back the Dawn, reverenciado drama que obteve seis indicações para o Oscar, inclusive o de Melhor Atriz para Olivia de Havilland
- I Wanted Wings, drama com empolgantes sequências aéreas, trama romântica sem brilho e uma nova sensação junto ao público: Veronica Lake
- The Lady Eve, primeiro filme de Preston Sturges com orçamento classe A, comédia abrilhantada por Barbara Stanwick e Henry Fonda, que fizeram a alegria das plateias
- Louisiana Purchase, outro triunfo de Bob Hope, uma comédia musical e, ao mesmo tempo, uma sátira política, habilmente mescladas em um roteiro inteligente.
- Road to Zanzibar, segundo filme da série Road to..., "considerado por muitos fãs do trio Bing Crosby/Bob Hope/Dorothy Lamour o mais divertido de todos"[1]
- Sullivan's Travels, comédia dramática com preocupações sociais, recebeu críticas mistas e fracassou nas bilheterias, mas hoje é tido como a obra-prima de Preston Sturges[1]

## Prêmios Oscar
Décima quarta cerimônia, com os filmes exibidos em Los Angeles em 1941:
| Filme                   | Indicações | Premiações        |
| ----------------------- | --- | ----------------- |
| Aloma of the South Seas | Fotografia (em cores) Efeitos Especiais | ---               |
| Beauty and the Beach    | Curta-Metragem em Live Action (1 bobina) | ---               |
| Birth of the Blues      | Trilha Sonora (filme musical) | ---               |
| Down on the Farm        | Curta-Metragem em Live Action (1 bobina) | ---               |
| Hold Back the Dawn      | Filme Atriz (Olivia de Havilland) Roteiro Fotografia (preto e branco) Trilha Sonora (filme dramático) Direção de Arte/Decoração de Interiores (preto e branco) | ---               |
| I Wanted Wings          | Efeitos Especiais | Efeitos Especiais |
| The Lady Eve            | História Original | ---               |
| Las Vegas Nights        | Canção | ---               |
| Louisiana Purchase      | Fotografia (em cores) Direção de Arte/Decoração de Interiores (em cores)                                                                                       | ---               |
| Rhythm in the Ranks     | Curta-Metragem de Animação | ---               |
| Skylark                 | Gravação de Som | ---               |
| Superman No. 1          | Curta-Metragem (desenho) | ---               |

### Prêmios Especiais ou Técnicos
- Wilbur Silvertooth e Departamento de Engenharia da Paramount:  Prêmio Científico ou Técnico (Classe III - Certificado de Menção Honrosa), "pelo projeto de um sistema de condensador de relé aplicável à projeção de dispositivos, liberando quantidade consideravelmente maior de luz utilizável"[1][2]
- Ray Wilkinson e o Laboratório da Paramount: Prêmio Científico ou Técnico (Classe III - Certificado de Menção Honrosa), "pelo pioneirismo no uso de granulação fina em cópias positivas"[2]
- Loren Ryder e o Departamento de Som da Paramount (juntamente com Douglas Shearer e o Departamento de Som da MGM): Prêmio Científico ou Técnico (Classe III - Certificado de Menção Honrosa), "pelo pioneirismo no aperfeiçoamento de emulsões de granulação fina para gravação de som original de densidade variável, em estúdio"[1][2]
- Paramount Pictures, Inc. (e a 20th Century Fox Film Corporation), "pelo desenvolvimento e primeira aplicação prática em produções cinematográficas de um dispositivo de sequenciameno automático de cenas"[1]

## Os filmes de 1941
| Título original             | Título PT/BR                  | Título PT/PT          | Astros                             | Diretor             |
| --------------------------- | ----------------------------- | --------------------- | ---------------------------------- | ------------------- |
| Aloma of the South Seas     | A Virgem Prometida            | Aloma                 | Dorothy Lamour, Jon Hall           | Alfred Santell      |
| Among the Living            | Herança de Ódio               |                       | Albert Dekker, Susan Hayward       | Stuart Heisler      |
| Bahama Passage              |                               |                       | Madeleine Carroll, Sterling Hayden | Edward H. Griffith  |
| Birth of the Blues          | Sinfonia Bárbara              | Sinfonia Bárbara      | Bing Crosby, Mary Martin           | Victor Schertzinger |
| Border Vigilantes           | Fronteiras Perigosas          |                       | William Boyd, Russell Hayden       | Derwin Abrahams     |
| Buy Me That Town            | Compra-Me Aquela Cidade       |                       | Lloyd Nolan, Constance Moore       | Eugene Forde        |
| Caught in the Draft         | Sorte de Cabo de Esquadra     | Sorte de Magala       | Bob Hope, Dorothy Lamour           | David Butler        |
| Dancing on a Dime           |                               |                       | Robert Paige, Grace MacDonald      | Joseph Santley      |
| Doomed Caravan              | Caravana da Emboscada         |                       | William Boyd, Russell Hayden       | Lesley Selander     |
| Flying Blind                | Voando às Cegas               |                       | Richard Arlen, Jean Parker         | Frank McDonald      |
| Forced Landing              |                               |                       | Richard Arlen, Evelyn Brent        | Gordon Wiles        |
| Glamour Boy                 |                               |                       | Jackie Cooper, Susanna Foster      | Ralph Murphy        |
| Henry Aldrich for President | Henry Aldrich Para Presidente |                       | Jimmy Lydon, June Preisser         | Hugh Bennett        |
| Hold Back the Dawn          | A Porta de Ouro               | A Minha História      | Charles Boyer, Olivia de Havilland | Mitchell Leisen     |
| I Wanted Wings              | Revoada das Águias            | Voo de Águias         | Ray Milland, William Holden        | Mitchell Leisen     |
| In Old Colorado             | Cartucho Acusador             |                       | William Boyd, Russell Hayden       | Howard Bretherton   |
| Kiss the Boys Goodbye       | Garota de Encomenda           |                       | Don Ameche, Mary Martin            | Victor Schertzinger |
| Las Vegas Nights            | Noites de Rumba               |                       | Tommy Dorsey, Phil Regan           | Ralph Murphy        |
| The Lady Eve                | As Três Noites de Eva         | As Três Noites de Eva | Barbara Stanwick, Henry Fonda      | Preston Sturges     |
| Life with Henry             | Henry Está na Berlinda        |                       | Jackie Cooper, Eddie Braken        | Jay Theodore Reed   |
| Louisiana Purchase          | Sucedeu no Carnaval           | Todas Eram Belas      | Bob Hope, Vera Zorina              | Irving Cummings     |
| The Mad Doctor              |                               |                       | Basil Rathbone, Ellen Drew         | Tim Whelan          |
| Mr. Bug Goes to Town        |                               |                       | Animação em Longa-metragem         | Dave Fleischer      |
| The Monster and the Girl    | A Bela e o Monstro            |                       | Ellen Drew, Robert Paige           | Stuart Heisler      |
| New York Town               | Nova York É Assim             |                       | Fred MacMurray, Mary Martin        | Charles Vidor       |
| The Night of January 16th   |                               |                       | Robert Preston, Ellen Drew         | William Clemens     |
| No Hands on the Clock       | A Ronda da Morte              |                       | Chester Morris, Jean Parker        | Frank McDonald      |
| Nothing But the Truth       | A Verdade Acima de Tudo       | 24 Horas Sem Mentir   | Bob Hope, Paulette Goddard         | Elliott Nugent      |
| One Night in Lisbon         | Uma Noite em Lisboa           | Uma Noite em Lisboa   | Fred MacMurray, Madeleine Carroll  | Edward H. Griffith  |
| Outlaws of the Desert       | Três Vaqueiros da Arábia      |                       | William Boyd, Brad King            | Howard Bretherton   |
| Pacific Blackout            |                               |                       | Robert Preston, Martha O'Driscoll  | Ralph Murphy        |
| The Parson of Panamint      |                               |                       | Charles Ruggles, Ellen Drew        | William McGann      |
| Pirates on Horseback        | Piratas a Cavalo              |                       | William Boyd, Russell Hayden       | Lesley Selander     |
| Power Dive                  |                               |                       | Richard Arlen, Jean Parker         | James Hogan         |
| Reaching for the Sun        | A Cidade Que Nunca Dorme      |                       | Joel McCrea, Ellen Drew            | William A. Wellman  |
| Riders of the Timberline    | Lenhador de Improviso         |                       | William Boyd, Brad King            | Lesley Selander     |
| Road to Zanzibar            | A Tentação de Zanzibar        |                       | Bing Crosby, Bob Hope              | Victor Schertzinger |
| The Round-Up                | Cilada Fatídica               |                       | Richard Dix, Patricia Morison      | Lesley Selander     |
| Secrets of the Wasteland    |                               |                       | William Boyd, Brad King            | Derwin Abrahams     |
| The Shepherd of the Hills   | O Morro dos Maus Espíritos    |                       | John Wayne, Betty Field            | Henry Hathaway      |
| Skylark                     | Com Qual dos Dois?            | Amor ou Negócios?     | Claudette Colbert, Ray Milland     | Mark Sandrich       |
| Stick to Your Guns          | Vaqueiro Detetive             |                       | William Boyd, Brad King            | Lesley Selander     |
| Sullivan's Travels          | Contrastes Humanos            | A Quimera do Riso     | Joel McCrea, Veronica Lake         | Preston Sturges     |
| There's Magic in Music      | Sonho de Música               |                       | Allan Jones, Susanna Foster        | Andrew L. Stone     |
| Twilight on the Trail       | Fogo Cruzado                  |                       | William Boyd, Brad King            | Howard Bretherton   |
| Virginia                    | Virgínia Romântica            |                       | Madeleine Carrol, Fred MacMurray   | Edward H. Griffith  |
| West Point Widow            | O Segredo da Enfermeira       |                       | Anne Shirley, Richard Carlson      | Robert Siodmak      |
| Wide Open Town              | Cidade Sem Justiça            |                       | William Boyd, Russell Hayden       | Lesley Selander     |
| World Premiere              | Espiões do Eixo               |                       | John Barrymore, Frances Farmer     | Theodore Tetzlaff   |
| You're the One              |                               |                       | Binnie Baker, Orrin Tucker         | Ralph Murphy        |